# Барра (аеропорт)
Аеропорт Барра (англ. Barra Airport, IATA: BRR, ICAO: EGPR) знаходиться на півночі Шотландії, на невеликому острові Барра, який належить до архіпелагу Зовнішні Гебриди. Один з найнезвичайніших аеропортів світу. Особливість цього аеропорту в тому, що його злітно-посадкові смуги розташовуються прямо на пляжі затоки Трай-Мор (Traigh Mhòr), а розклад польотів складається з урахуванням припливів і відпливів. Під час припливу злітні смуги аеродрому приховані водою, тому зліт і посадка просто неможливі. Також аеропорт не обслуговує нічні рейси, однак в екстрених випадках посадка все-таки можлива — тоді смугу підсвічують автомобільними фарами, а вздовж берега розкладають спеціальні світловідбиваючі стрічки. Всього ж тут три злітно-посадкові смуги, середня протяжність яких становить 800 метрів. Через незвичайне розташування і невелику довжину смуг цей аеропорт вважається одним з найнебезпечніших в світі, а зліт і посадку тут можуть зробити лише невеликі літаки.
В іншому ж цей аеропорт мало відрізняється від інших: тут є диспетчерська, термінали прильоту і вильоту, служба завантаження багажу тощо. Функціонує аеродром з 14 червня 1933 року. На даний момент сюди виконуються рейси авіакомпанії Flybe з Глазго на маленьких двадцятимістних літаках Twin Otter, що призначені до подібних «польових» умов. Всього аеропорт Барра обслуговує до 1,5 тисячі рейсів на рік, а загальний пасажиропотік становить близько 10 тисяч чоловік.